# Манджушри
Манджушри (Скт.: मञ्जुश्री) е бодхисатва, изразяваващ съвършената мъдрост (санскрит: праджна) в Махаяна будизма.
Във Ваджраяна школите той е също така и идам, свързан с определени медитативни практики. Името на Манджушри се прежда от санскрит като „Нежна слава“.Манджушри е известен и с по-пълното санскритско име Манджурикумарабхута.
В качеството си на медитационен аспект Манджушри е изобразяван с вдигнат в дясната си ръка меч, от който излизат пламъци. Това символизира неговата съвършена мъдрост, с която разсича невежеството и дуалните възгледи. Лявата му ръка държи лотосов цвят, поддържащ книга с Праджняпарамита Сутра, което означава пълния разцвет на мъдростта. Когато е седнал върху лъв или лъвска кожа това означава, че напълно е укротил и овладял ума си.

## В Махаяна
Учените идентифицират Манджушри като най-старият и най-важен бодхисатва в литературата на Махаяна. Манджушри е споменат за пръв път в най-ранните текстове на Махаяна, в такива като сутрите Праджняпарамита и чрез тази асоциация в началото на традицията, той става олицетворение на праджна (трансцендентната мъдрост). Лотосовата сутра посочва неговата чиста земя, наречена Вимала, който според Аватамсака сутра се намира на изток. Предречено е, че неговата чиста земя е една от двете най-добри чисти земи в цялото съществуване в миналото, настоящето и бъдещето. Когато той постигне просветление името му ще бъде Универсална Светлина. В Лотосовата сутра, Манджушри повежда дъщерята на царя на нагите към просветление. Манджушри също така участва в дебат с бодхисатва Вималакирти, описан във Вималакирти Нирдеша Сутра.
Пример за мъдростта на учението на бодхисатва Манджушри може да бъде намерен в Саптаситака Праджнапарамита сутра (Тайшо Трипитака 232). Тази сутра съдържа диалог между Манджушри и Буда засягащ практикуването на самадхи (санскрит: Екавюха Самадхи). Учителят Шен йен обяснява по следния начин учението на Манджушри за въвеждането в състояние на самадхи по естествен начин чрез трансцендентна мъдрост:
Медитирайте върху петте скандхи като изначално пусти и намиращи се в покой, невъзникващи и неумиращи, равностойни, без разграничение помежду им. Практикувайки по този начин непрекъснато, през деня или нощта, независимо дали човек седи, върви, стои прав или лежи, той най-накрая се стига до едно невъобразимо състояние, без каквото и да е препятствие или форма. Това е Самадхи на единното действие. (Yixing sanmei, 一行 三昧)

## Във Ваджраяна
В рамките на Ваджраяна будизма Манджушри е медитивен идам и се почита като напълно просветлен Буда. В японската школа Шингон той е един от Тринадесетте Буди, на практики с които учениците могат да се посветят. Той присъства на много места в различни езотерични будистки текстове като например в Манджушри-мула-калпа. и в Манджушри-нама-самгити. Негова съпруга според някои традиции е Сарасвати.
Разказва се, че Дзонгкапа, основателят на приемствеността Гелуг на тибетския будизъм е получил много учения директно от видения на Манджушри.

## В будистките култури

### В Китай
Според легендата Нурачи, пълководец на народа на джурчените в североизточен Китай, който става император от династията Цин считал себе си за еманация на Манджушри, следователно народът му бил „племената на Манджушри“ или Манджурци.

### В Тибет
В тибетския будизъм се използват негови различни медитативни форми, включително защитни като например Ямантака, използван особено в школата Гелуг. Освен това много от висшите лами в тибетската история като Атиша, Дзонгкапа, Сакя Пандита, Лонгчен Рабджампа, Джамгон Конгтрул и много други са почитани като негови проявления.

### В Непал
В Непал според легендата Манджушри създал долината на Катманду като пресушил езерото, което дотогава било там, а създал и ступата Сваямбху.